# خانه دایی یوسف
کتاب خانه دایی یوسف توسط اتابک فتح‌الله‌زاده نوشته شده و به کوشش علی دهباشی به سال ۱۳۸۱ در ایران چاپ شد . این کتاب به سرگذشت وحشتناک فداییان اکثریت در مهاجرت می پردازد. فقر و بدرفتاری عوامل حکومتی شوروی ، بی کفایتی و فساد مسئولین سازمان و نگاهی به وضعیت اسف بار زندگی در جامعه شوروی از مطالب این کتاب می باشد.
فتح الله زاده علاوه بر سرگذشت فداییان در مهاجرت تبعیدوار ، زندگی مهاجرین نسل قبل را نیز زیر ذره بین گرفته . افرادی که پس از سقوط فرقه دموکرات یا اعضای حزب توده که از ترس اعدام توسط نیروهای شاه بعد از کودتای ۲۸ مرداد به شوروی پناهنده شده اند نیز در این میان ذکر می شوند .

## انگیزه نویسنده
فتح الله زاده در یادداشت ابتدای کتاب می نویسد : " این نوشته را به هزاران ایرانی بی نام و نشان که در زندان های استالینی و اردوگاه های سیبری جان باخته اند تقدیم می کنم " . وی همچنین نگاهی کاملاً انتقادی به عملکرد سازمان فداییان اکثریت ، حکومت و عوامل شوروی دارد .

## نام کتاب
"خانه دایی یوسف" اصطلاحی بین چپی ها بوده و نام مستعار کشور شوروی و رهبر آن جوزف استالین می باشد و در نظر کمونیست های آن دوره خانه دایی یوسف در هر صورت جای امنی برای آنها و بهشت سوسیالیسم بود.